# Institució Albert Einstein
La Institució Albert Einstein és una organització sense ànim de lucre especialitzada en mètodes de resistència no violents i la seva aplicació per a solucionar conflictes, també en fa difusió mitjançant articles, conferències, traduccions i tallers. El fundador, Gene Sharp, és conegut pels seus escrits sobre estratègies de lluita no-violenta.
La Institució Albert Einstein va ser fundada l'any 1983 i la seva seu és una petita oficina a l'est de Boston, Massachusetts (EUA). L'actual directora és Jamila Raqib.